# احیوب (یمن)
 احیوب  به عربی ( الأَحیُوب  )، روستایی است در دهستان 
مَحویت در کشور یمن در شبه جزیره عربستان.

## جمعیت
جمعیت آن ( ۱۳۲ ) نفر (۱۴ خانوار) می‌باشد.